# 埃氏齧脂鯉
埃氏齧脂鯉，為輻鰭魚綱脂鯉目脂鯉亞目脂鯉科的其中一個種。分布於南美洲巴西Grande do Sul河流域，體長可達7.5公分，棲息在沙石底質的溪流，生活習性不明。